# Nina Matsumoto
Nina Matsumoto est une auteure de bande dessinée canadienne d'origine japonaise. Créatrice du webcomic Saturnalia (2002-2006) et du « manga américain » Yōkaiden (2008-2009) elle collabore régulièrement avec Bongo Comics depuis 2007.

## Récompenses
- 2009 : Prix Eisner de la meilleure histoire courte pour « Murder He Wrote », dans The Simpsons' Treehouse of Horror n°14 (avec Ian Boothby et Andrew Pepoy)